# دانته کانینگهام
دانته کانینگهام (انگلیسی: Dante Cunningham؛ زادهٔ ۲۲ آوریل ۱۹۸۷) بازیکن بسکتبال اهل ایالات متحده آمریکا است.
از باشگاه‌هایی که در آن بازی کرده‌است می‌توان به ممفیس گریزلیز، پورتلند تریل بلیزرز، شارلوت هورنتس، مینه‌سوتا تیمبرولوز، و نیو اورلینز پلیکانز اشاره کرد.